# Бактероиды
Бактероиды (лат. Bacteroides) — род грамотрицательных анаэробных палочковидных бактерий семейства Bacteroidaceae.
Являются представителями нормальной микрофлоры кишечника, составляют примерно 1010 — 1011 клеток на грамм сухих каловых масс. Бактероиды вовлечены в процессы сбраживания углеводов, утилизации белков и биотрансформации жёлчных кислот. Некоторые виды патогенны, способны вызывать так называемые анаэробные инфекции у человека.

## Биологические свойства
Хемоорганогетеротрофы, облигатные анаэробы (в литературе имеется информация, что Bacteroides fragilis способен расти при низких концентрациях кислорода (до 500 нМ)). Основными продуктами брожения являются уксусная кислота, изовалериановая кислота, янтарная кислота. Основным источником энергии являются полисахариды. Способны восстанавливать холестерин, гидролизовать мукополисахарид хондроитинсульфаты. Не образуют индол, синтезируют каталазу, гидролизуют эскулин, сбраживают различные углеводы. Грамотрицательные, палочковидные неподвижные бактерии, не образуют спор, имеют полисахаридную капсулу, состоящую из двух полисахаридов.
Геномы изученных видов представлены кольцевыми двуцепочечными молекулами ДНК, процент % Г+Ц пар составляет 40—48 %, обнаружен транспозон, переносимый при конъюгации, также обнаружена возможность переноса генетической информации между Escherichia coli и Bacteroides fragilis и так называемые «челночные» плазмиды для осуществления такого переноса.

## Патогенность
Некоторые бактероиды способны вызывать так называемые анаэробные инфекции. Представители родов Bacteroides, Prevotella, и Porphyromonas объединены в единый патокомплекс, представители этих родов способны вызывать хронический синусит, хроническое воспаление среднего уха, инфекции ротовой полости, различные абсцессы и некротическую пневмонию, токсигенные Bacteroides fragilis ассоциированны с воспалительной диареей. Bacteroides fragilis вырабатывает энтеротоксин, стимулирующий дегенерацию эпителиоцитов кишечника человека и разрезание Е-кадгерина. Побочные продукты метаболизма представителей рода Bacteroides ингибирует функцию полиморфноядерных лейкоцитов человека. Также известны данные об антибиотикорезистентности Bacteroides fragilis.

### Научные базы данных
- Искать таксономию в NCBI для Bacteroides
- Искать в Tree of Life таксономию для Bacteroides
- Искать в Species2000 страницы о Bacteroides
- Страница в MicrobeWiki о Bacteroides